# Circondario di Massa
Il circondario di Massa fu uno dei circondari storici italiani, soppressi nel 1927. Aveva una superficie di 745,05 km² e comprendeva 13 comuni raggruppati in 7 mandamenti. Secondo il censimento del 31 dicembre 1896 aveva una popolazione di 135.538 abitanti.

## Storia
Il circondario di Massa, parte della provincia di Massa e Carrara, venne istituito nel 1859, in seguito ad un decreto dittatoriale di Carlo Farini che ridisegnava la suddivisione amministrativa dell'Emilia in previsione dell'annessione al Regno di Sardegna.
Nel 1923 cedette i comuni di Calice al Cornoviglio e Rocchetta di Vara al circondario di Spezia, contemporaneamente innalzato al rango di nuova provincia.
Il circondario di Massa venne soppresso nel 1927, come tutti i circondari italiani.

## Geografia antropica

### Suddivisioni amministrative
Nel 1863, la composizione del circondario era la seguente:
- mandamento I di Aulla
  - comuni di Albiano di Magra; Aulla; Licciana; Terrarossa
- mandamento II di Calice al Cornoviglio
  - comuni di Calice al Cornoviglio; Rocchetta di Vara
- mandamento III di Carrara
  - comuni di Avenza; Carrara
- mandamento IV di Fivizzano
  - comuni di Casola in Lunigiana; Comano; Fivizzano
- mandamento V di Fosdinovo
  - comune di Fosdinovo
- mandamento VI di Massa
  - comuni di Massa; Montignoso
- mandamento VII di Tresana
  - comuni di Podenzana; Tresana